# Municipio de Decatur (Indiana)
El municipio de Decatur (en inglés: Decatur Township) es un municipio ubicado en el condado de Marion en el estado estadounidense de Indiana. En el año 2010 tenía una población de 32388 habitantes y una densidad poblacional de 385,25 personas por km².

## Geografía
El municipio de Decatur se encuentra ubicado en las coordenadas 39°40′44″N 86°16′30″O / 39.67889, -86.27500. Según la Oficina del Censo de los Estados Unidos, el municipio tiene una superficie total de 84.07 km², de la cual 83.79 km² corresponden a tierra firme y (0.34%) 0.28 km² es agua.

## Demografía
Según el censo de 2010, había 32388 personas residiendo en el municipio de Decatur. La densidad de población era de 385,25 hab./km². De los 32388 habitantes, el municipio de Decatur estaba compuesto por el 88.69% blancos, el 5.48% eran afroamericanos, el 0.29% eran amerindios, el 0.78% eran asiáticos, el 0.03% eran isleños del Pacífico, el 2.41% eran de otras razas y el 2.33% pertenecían a dos o más razas. Del total de la población el 5.36% eran hispanos o latinos de cualquier raza.